# Amtsgericht Kaufbeuren

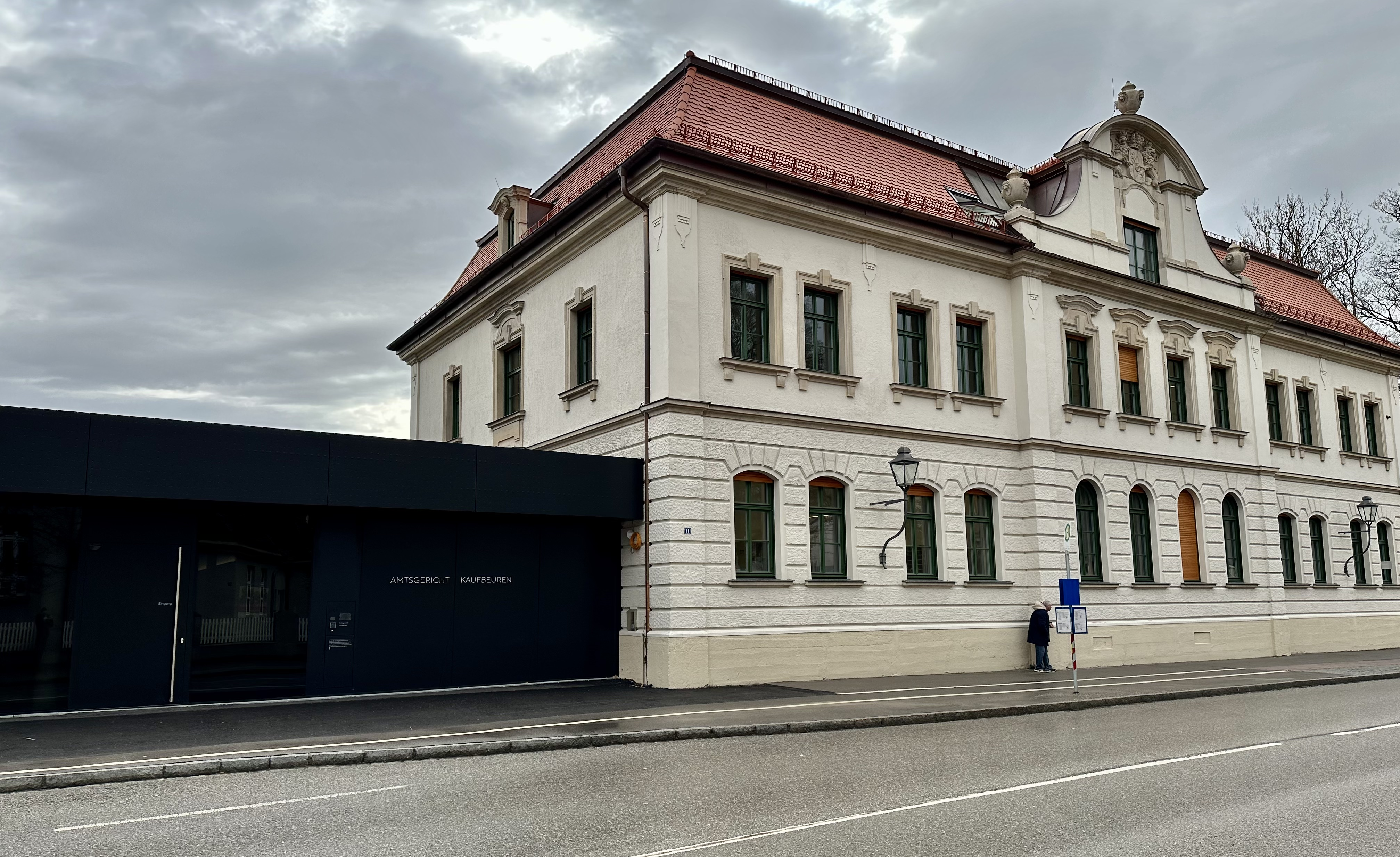
Die Gebäude des Amtsgerichts Kaufbeuren in der Ganghoferstraße

Das Amtsgericht Kaufbeuren ist ein Gericht der ordentlichen Gerichtsbarkeit und eines von 73 Amtsgerichten in Bayern. Direktor des Amtsgerichts ist Robert Kriwanek. Das Hauptgebäude trägt die Anschrift Ganghoferstraße 9.
Das Amtsgericht ist für die Städte Kaufbeuren, Marktoberdorf, Füssen sowie den Landkreis Ostallgäu zuständig. Es ist dem Landgericht Kempten unterstellt.

## Geschichte
Bereits 1804 wurde im Verlauf der Verwaltungsneugliederung Bayerns das Landgericht Kaufbeuren errichtet. Mit Inkrafttreten des Gerichtsverfassungsgesetzes am 1. Oktober 1879 wurde ein Amtsgericht in Kaufbeuren gebildet, dessen Sprengel identisch mit dem vorhergehenden Landgerichtsbezirk Kaufbeuren war. Das 1879 errichtete Amtsgericht Füssen wurde 1970 zur Zweigstelle des Amtsgerichts in Kaufbeuren herabgestuft. Es besaß Räumlichkeiten im Füssener Schloss. 2005 wurde die Zweigstelle aufgelöst und dessen Sprengel dem Amtsgericht in Kaufbeuren zugeordnet.
Das Amtsgericht wurde ab 2020 für ca. 15,5 Mio. Euro saniert und erweitert.